# Parodia neglecta
Parodia neglecta là một loài thực vật có hoa trong họ Cactaceae. Loài này được F.H. Brandt mô tả khoa học đầu tiên năm 1973.